# Lista rezervațiilor naturale din județul Ilfov

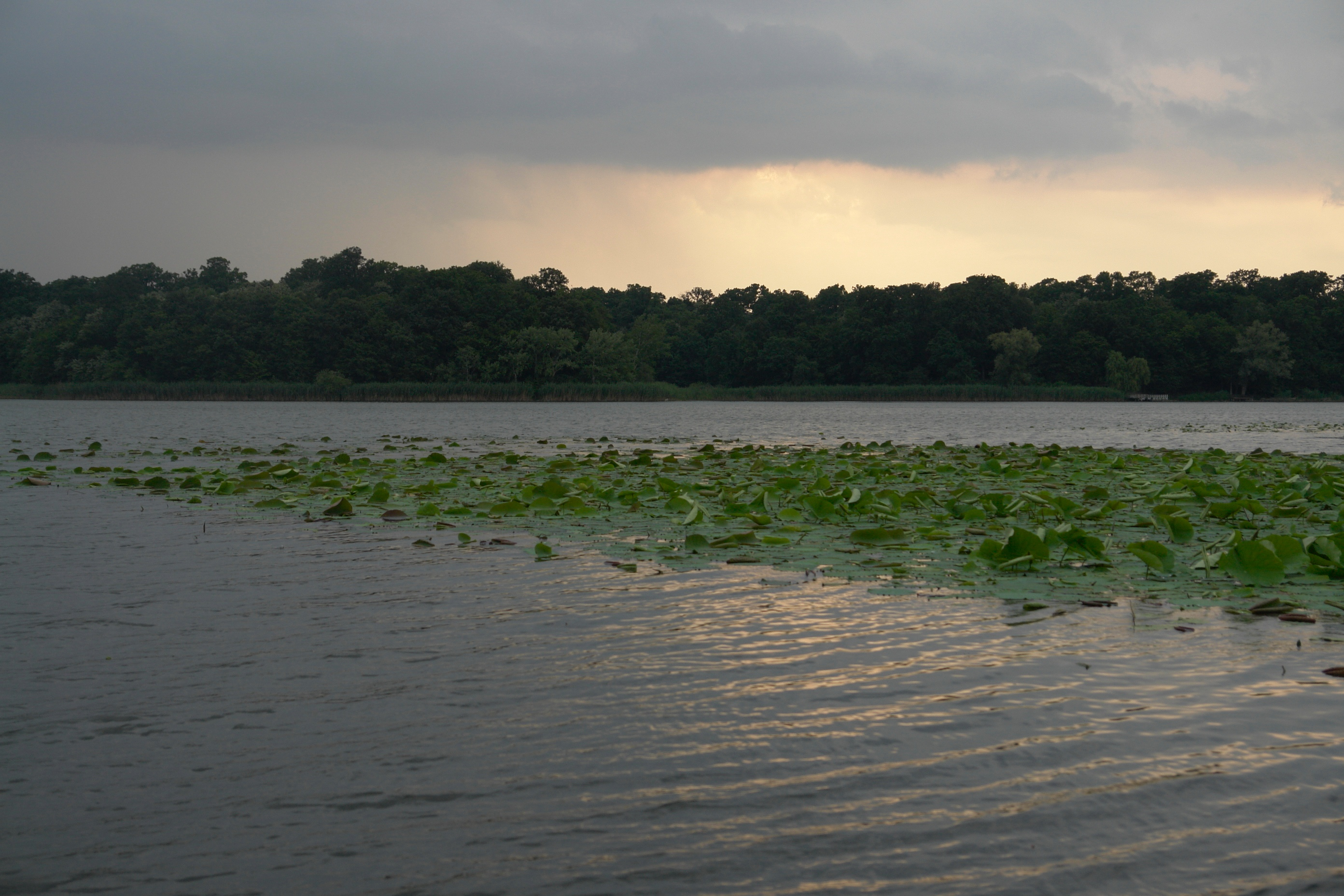
Lacul Snagov

Lista rezervațiilor naturale din județul Ilfov cuprinde ariile protejate de interes național (rezervații naturale, aflate pe teritoriul administrativ al județului Ilfov, declarate prin Legea Nr. 5 din 6 martie 2000.

## Lista ariilor protejate
| Denumirea ariei protejate | Cod       | Localizare | Categorie IUCN | Tip                     | Suprafață (ha) | Observații (foto) |
| ------------------------- | --------- | ---------- | -------------- | ----------------------- | -------------- | ----------------- |
| Scroviștea                | RONPA0013 | Bălteni    | IV             | floristic și faunistic  | 3.391,40       |                   |
| Lacul Snagov              | RONPA0577 | Snagov     | IV             | mixt                    | 100            | Lacul Snagov      |
| Pădurea Snagov            | RONPA0578 | Snagov     | IV             | geobotanic și forestier | 10             |                   |